# Yelbarga
Yelbarga è una suddivisione dell'India, classificata come town panchayat, di 11.437 abitanti, situata nel distretto di Koppal, nello stato federato del Karnataka. In base al numero di abitanti la città rientra nella classe IV (da 10.000 a 19.999 persone).

## Geografia fisica
La città è situata a 15° 37' 60 N e 76° 1' 0 E e ha un'altitudine di 604 m s.l.m..

## Società

### Evoluzione demografica
Al censimento del 2001 la popolazione di Yelbarga assommava a 11.437 persone, delle quali 5.791 maschi e 5.646 femmine. I bambini di età inferiore o uguale ai sei anni assommavano a 1.666, dei quali 891 maschi e 775 femmine. Infine, coloro che erano in grado di saper almeno leggere e scrivere erano 6.632, dei quali 3.976 maschi e 2.656 femmine.